# محمية برقع الطبيعية

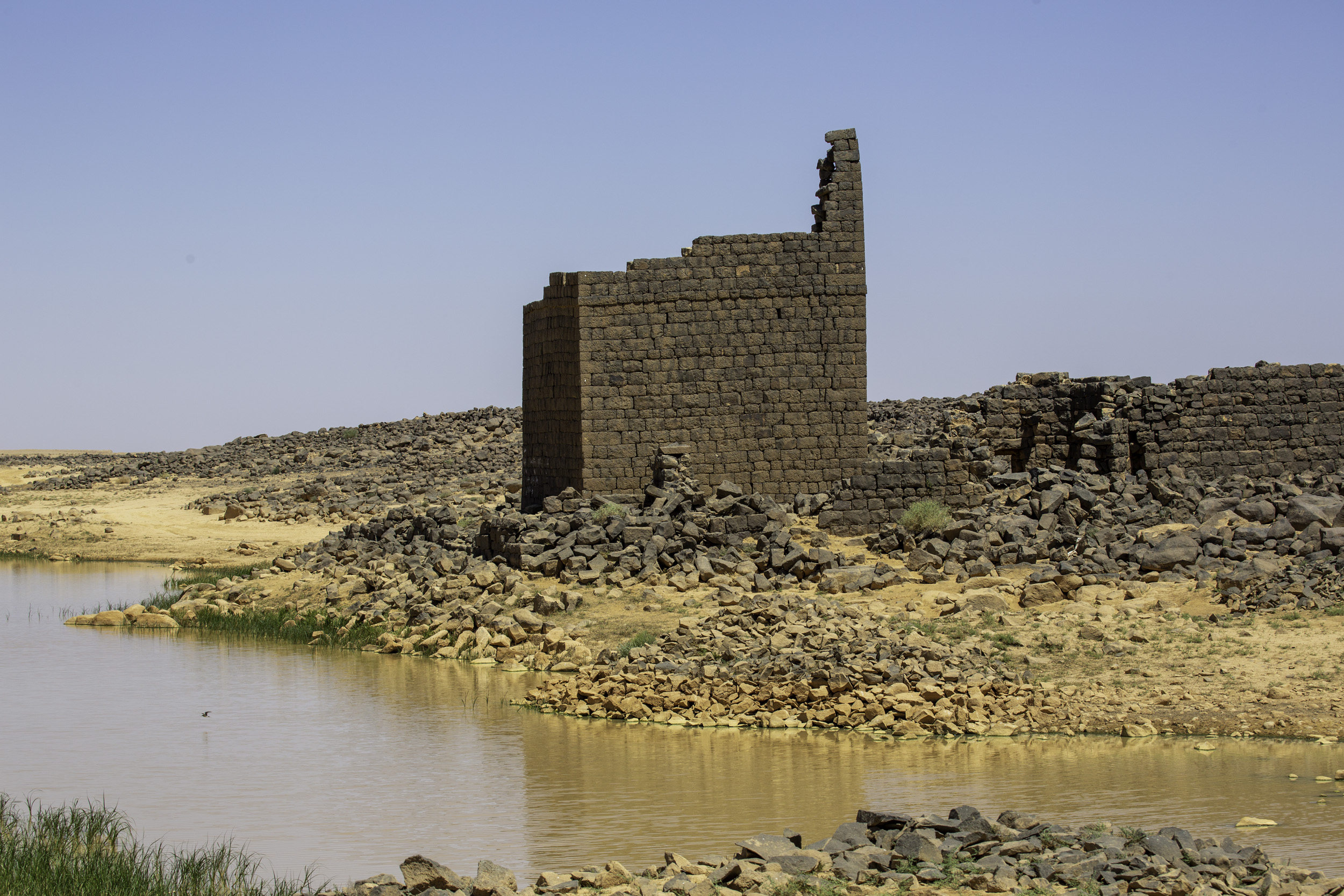

محمية برقع الطبيعية واحدة من المحميات الطبيعية العديدة المنتشرة في المملكة الأردنية الهاشمية، والتي منها محمية غابات عجلون، ومحمية فيفا الطبيعية ومحمية غابات اليرموك، ومحمية الضاحك الطبيعية، ومحمية الشومري، والتي تتبع جميعها في الحماية والرعاية الجمعية الملكية لحماية الطبيعة بالأردن.

## تاريخ
تاسست محمية برقع الطبيعية في عام 2018. وتقع محمية برقع في البادية الشمالية الشرقية ضمن حدود محافظة المفرق، تبعد حدودها الشمالية من الحدود الأردنية السورية حوالي 12 كم، وتبعد حوالي 250 كم من الشرق عن العاصمة عمان وتقع على الشمال من الطريق الدولي الواصل بين عمان وبغداد، وتعد منطقة بلدية الرويشد أقرب مناطق البلديات إلى المحمية بمسافة تقارب 14 كم من أقصى شمال حد بلدية الرويشد. وتبلغ مساحة المحمية حوالي 3000 كم مربع، لتعد بذلك من أكبر المحميات في المملكة الأردنية.
وتتربع محمية برقع الطبيعية وسط الصحراء الشرقية كأرض بكر لم تنل يد البشر منها الكثير محافظة علي أسرارها المهيبة وجمالها الساحر وكأنها درة وسط رمال الصحراء

## أهداف تأسيس المحمية.

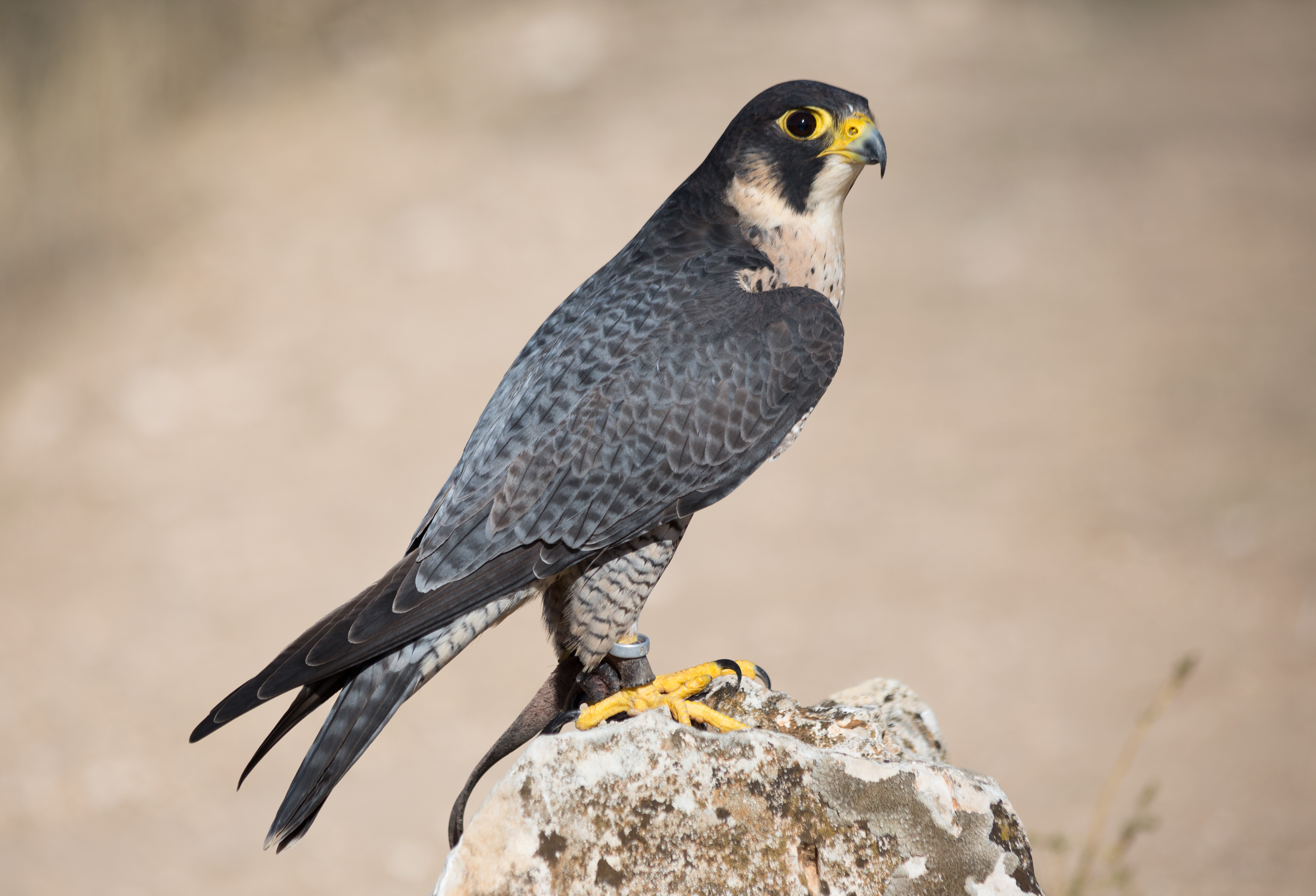

تمثل محمية برقع أهم مناطق هجرة الطيور في الأردن، وهي من المناطق الرطبة المهمة لاستراحات الطيور في الصحراء الشمالية الشرقية، وقد أسست المحمية لعدة أهداف نذكر منها:
- حماية التنوع الحيوي الفريد والمرتبط بأرضية الحماد ، حيث يعيش فيها أنواعاً متوطنة لا تتواجد في مناطق أخري خارج الصحراء البازلتية.
- حماية المنطقة من المهددات وتنظيم الاستخدام المتزايد غير المنظم مثل الرعي غير المنظم والصيد الجائر للطيور الجارحة والغزلان، وتطوير مفهوم سياحة الصيد.

ويشكل الحماد حوالي نصف مساحة المحمية، وتتضمن المحمية أشكال أرضية أخري ( الحرة البازلتية، القيعان، الحصى، ومجاري الأودية والمربات) وتتواجد فيها القيعان المرتبطة مع الوديان والتي تتجمع فيها المياه شتاءً ، ومن أهم الطيور المتواجدة بالمحمية الصقور والحباري.